# Pleuridium breutelianum
Pleuridium breutelianum là một loài rêu trong họ Archidiaceae. Loài này được Hampe A. Jaeger mô tả khoa học đầu tiên năm 1869.